# اندرو فینبرگ
اندرو فینبرگ (متولد ۱۹۴۳) فیلسوف تکنولوژی اهل آمریکا و شاغل در دانشگاه سایمون فریزر کانادا است. زمینه کاری او شامل نظریه فناوری، فلسفه قاره‌ای، نقد فناوری و مطالعات دانش و فناوری است.
نظریه انتقادی فناوری، به شکلی که فینبرگ تشریح می‌کند، به دنبال تحول مردم سالار فناوری است. او در کتاب تحول فناوری می‌نویسد: «شرایط کنونی و وضعیت آینده بشر توسط صورت ابزارهای ما تعیین می‌گردد، به همان اندازه که توسط تصمیمات دولت مردان و جنبش‌های سیاسی شکل می‌پذیرد. بدین ترتیب طراحی فناوری امری در سطح هستی شناسی و با عواقب سیاسی فراگیر است. عدم دخیل کردن عموم مردم در این فرایند تصمیم‌گیری مغایر با اصول مردم سالاری است.» (ص ۳).